# 下施特里吉斯
下施特里吉斯（德語：Niederstriegis，發音：[ˌniːdɐˈʃtʁiːɡɪs]）是德国萨克森州中萨克森县曾经的一个市镇，总面积14.73平方千米，2011年12月31日总人口为1,184人。2013年1月1日，下施特里吉斯并入市镇罗斯韦恩。